# Os Paralamas do Sucesso
Os Paralamas do Sucesso est un groupe brésilien de rock, originaire de Seropédica, dans l'État de Rio de Janeiro. Avec Titãs, Legião Urbana et Barão Vermelho, il est considéré comme l'un des piliers de ce genre musical au Brésil. Cependant, son style musical inclut des rythmes reggae, ska et latinos. Le nom du groupe signifie littéralement « Les garde-boue du succès » en portugais. Il est souvent abrégé en Paralamas.

## Histoire

### Débuts et succès
Formé par quelques amis à l'adolescence, le groupe commence à se présenter sur scène en 1981. La chanson Vital e sua Moto, diffusée à la radio à l'été 1983, les fait connaître dans la région de Rio. Peu après, les Paralamas signent un contrat avec la maison de disques EMI et lancèrent un premier album, Cinema Mudo, qui connait un succès modéré. Il est suivi de O Passo de Lui (1984), puis Selvagem (1986), deux albums qui les fait accéder à la célébrité, avec des chansons comme Óculos, Meu erro, Melô do Marinheiro, Alagados. Plusieurs centaines de milliers d'exemplaires sont vendus de ces deux disques et le groupe est invité à se produire sur la scène du Festival de Montreux en 1987. Il enchaîne avec une tournée en Amérique du Sud.
Avec les deux albums suivants, Bora-Bora (1988) et Big Bang (1989), les Paralamas font évoluer leur style en ajoutant des cuivres, ce qui est bien accueilli par la critique et le public. Ce n'est pas le cas des disques Os Grãos (1991) et Severino (1994), jugés trop expérimentaux.
Une série de trois concerts donnés à la fin de 1994 donne lieu à un album live, Vamo Batê Lata, qui reçut un succès phénoménal, avec 900 000 exemplaires vendus, et témoigne de l'attachement du public au groupe. C'est le début d'une nouvelle période faste, ponctuée par les disques Nove Luas (1996), Hey Na Na (1998) et Acústico MTV (1999).

### Accident de Herbert Vianna

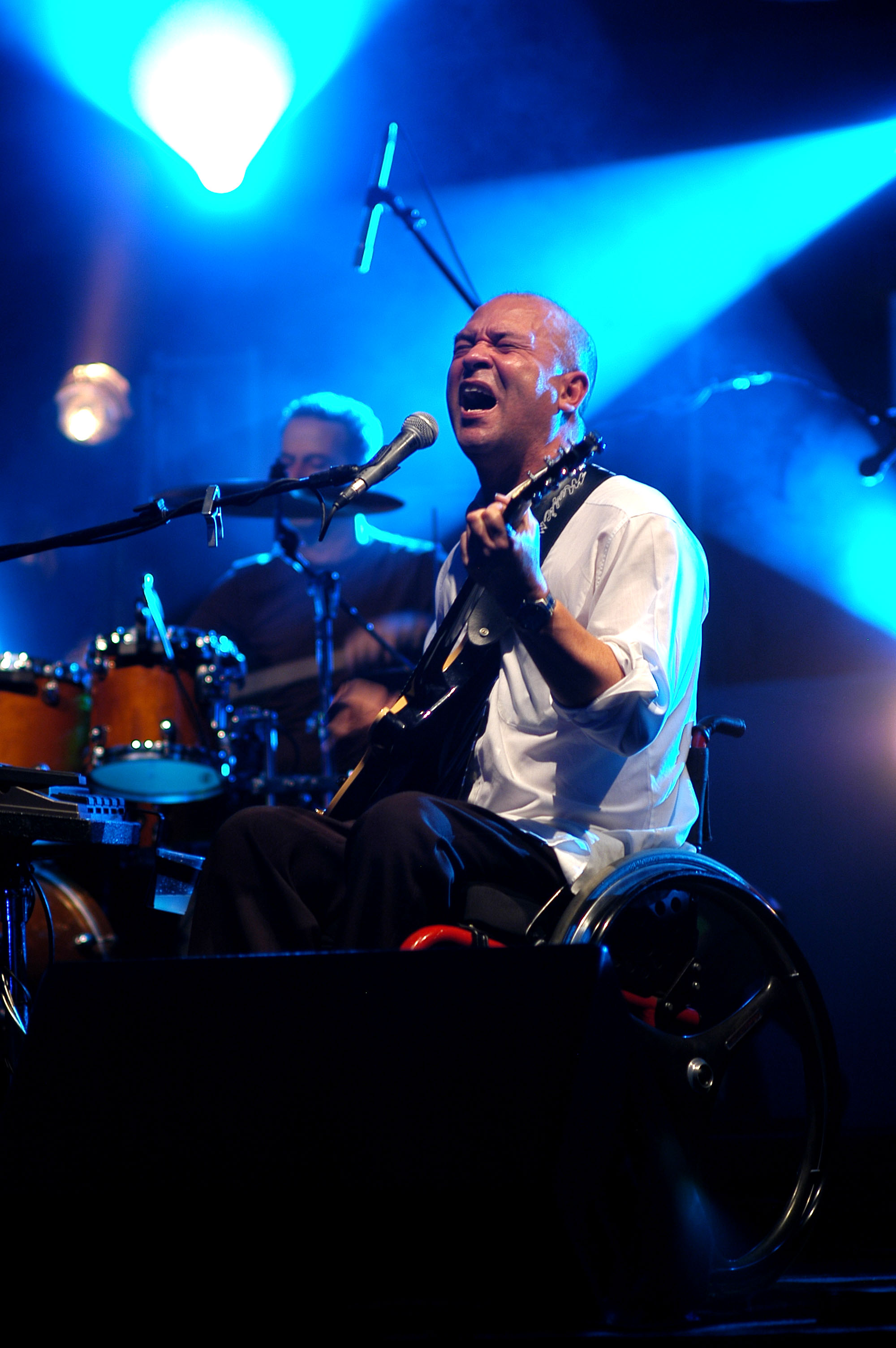
Herbert Vianna, ici en novembre 2006.

La carrière du groupe connait un arrêt brutal le 4 février 2001, lorsque l'ULM piloté par le chanteur Herbert Vianna s'écrase à Angra dos Reis, tuant son épouse et le laissant paraplégique. 
En 2003, profitant de la nature hautement émotionnelle des concerts d'ube tournée, le groupe sort le CD-DVD Uns Dias ao Vivo, avec des apparitions spéciales de Dado Villa-Lobos, Andreas Kisser, Edgard Scandurra, Djavan, Nando Reis, Paulo Miklos, George Israel et Frejat. Les anciens succès, tels que Meu Erro, sont repris en version accélérée.
L'album Brasil Afora (2009), est d'abord proposé en téléchargement sur internet.

### 30 ans etSinais do Sim
En 2013, le groupe célèbre ses 30 ans de carrière par une tournée nationale dans différentes régions du pays, qui a également inspiré un documentaire produit par Canal Bis, avec des témoignages de Dado Villa-Lobos, Thedy Corrêa, Rogério Flausino, le manager José Fortes, entre autres, ainsi que des membres du groupe. En août 2014, en partenariat avec la chaîne Multishow et le label Unviersal Music, le groupe sort l'album live Multishow ao Vivo : Os Paralamas do Sucesso - 30 Anos, enregistré sur CD et DVD le concert tenu lors de leur tournée du 30e anniversaire au Citibank Hall de Rio de Janeiro le 26 octobre 2013. Le concert est également diffusé en direct par la chaîne à l'époque.
Le 3 mars 2015, l'ancien batteur Vital Dias décède des suites d'un cancer. Sur leur page Facebook officielle, le groupe publie un message des membres, dans lequel ils se disaient « solidaires » et « envoyaient nos plus hautes pensées à sa femme, ses enfants et ses amis en ce moment difficile ». En 2016, avec Nando Reis, Dado Villa-Lobos, Paula Toller et Pitty, le groupe participe à une tournée promue par le projet Nivea Viva Rock Brasil, qui a lieu chaque année depuis 2012 et emmène des artistes en tournée au Brésil. La série de sept concerts rendait hommage au rock brésilien.

## Membres

### Membres actuels
- Herbert Vianna – chant, guitare
- Bi Ribeiro – basse
- João Barone – batterie

### Anciens membres
- Vital Dias – batterie (1982-2015 ; décédé)

## Discographie

### Albums studio
- 1983 : Cinema Mudo
- 1984 : O Passo de Lui
- 1986 : Selvagem
- 1988 : Bora-Bora
- 1989 : Big Bang
- 1991 : Os Grãos
- 1994 : Severino
- 1996 : Nove Luas
- 1998 : Hey Na Na
- 2002 : Longo Caminho
- 2005 : Hoje
- 2009 : Brasil Afora
- 2017 : Sinais do Sim

### Albums live
- 1987 : D
- 1995 : Vamo Batê Lata
- 1999 : Acústico MTV
- 2004 : Uns Dias ao Vivo
- 2007 : Rock in Rio 1985

### Compilations
- 1990 : Arquivo
- 2000 : Arquivo II
- 2000 : Portrait (en France)

## Distinctions notables
- 1989 : Troféu Imprensa : Meilleure série[4]
- 2015 : Prêmio da Música Brasileira : meilleur groupe de pop/rock/reggae/hip-hop/funk[5].